# Parasenecio auriculatus
Parasenecio auriculatus là một loài thực vật có hoa trong họ Cúc. Loài này được (DC.) J.R.Grant mô tả khoa học đầu tiên năm 1993.